# Macaire II d'Alexandrie
Pour les articles homonymes, voir Macaire II.
Macaire II fut le 69e pape copte du 9 novembre 1102 au 19 décembre 1128.
Gabriel II lui succéda.